# I Love Rock
I Love Rock è un album di Chuck Panozzo, pubblicato nel luglio del 2008, contenente esclusivamente cover.

## Tracce
Lato A
1. Every Breath You Take – 13:11
2. Smoke On the Water – 3:40 (Paul Frank)
3. I Was Made for Lovin' You – 4:53
4. Don't You Forget About Me – 3:13
5. I Just Died in Your Arms – 4:49
6. Just Like Heaven – 4:00
7. Rebel Yell – 13:11
8. Party Hard – 3:40
9. Somebody Told Me – 4:53
10. Rock and Roll All Night – 3:13
11. Fortunate Son – 4:49
12. Get It On – 4:49

## Formazione
- Chuck Panozzo, basso, chitarra, voce